# メルヴィン・バーガー
メルヴィン・バーガー（Melvin Berger, 1927年8月23日 - ）は、アメリカ出身のヴィオラ奏者、著述家。
ブルックリンの生まれ。6歳の頃からヴィオラをはじめる。ニューヨーク市立大学シティカレッジで電気工学を学びながらニューオリンズ・フィルハーモニー管弦楽団の団員としてヴィオラを弾き、イーストマン音楽学校で音楽の学士号、コロンビア大学で音楽教育学の修士号を取得し、ロンドン大学でも学んでいる。1957年にギルダ・シュルマンと結婚した。

## ディスコグラフィ
- Ralph Vaughan Williams (1965). Suite for viola and orchestra. Pye Records. OCLC 4673188 - ジョン・スナシャル指揮イギリス室内管弦楽団との共演
- Benjamin Lees; Robert Starer (1977). Violin concerto. Turnabout. OCLC 3980278 - ジョン・スナシャル指揮イギリス室内管弦楽団との共演

## 著作
- Melvin Berger; Don Orehek (1991). 101 Wacky State Jokes. New York Scholastic. ISBN 9780590444873. OCLC 748342180
- Melvin Berger (1993). See, Hear, Touch, Taste, Smell. Newbridge Communications. ISBN 9781567840094. OCLC 29001999